# Bajza József (irodalomtörténész)
Bajza József (Fugyivásárhely, 1885. január 31. – Budapest, Ferencváros, 1938. január 8.) irodalomtörténész, egyetemi nyilvános rendes tanár, a Magyar Tudományos Akadémia levelező (1926) tagja. Bajza József öccsének unokája.

## Életútja
Bajza Kálmán és Galgóczy Mária fia. 1906-ban doktori diplomát szerzett, utána a Magyar Nemzeti Múzeum könyvtárának munkatársa lett. 1923-tól a budapesti tudományegyetemen a horvát nyelv és irodalomtörténet tanára volt. Mint publicista, főképp a Magyarság hasábjain megjelent vezércikkeivel vonta magára a figyelmet. A délszláv kérdések szakértője volt. Írói nevei Szücsi József, Oroszi József, Battorych Kornél.
Irodalomtörténeti munkái közül kimagaslik Bajza-monográfiája.
Halálát idült vese- és mandulagyulladás okozta. Felesége Gozony Ilona volt.

## Művei
- A kuruc elbeszélő költészet ismertetése, Budapest, 1906
- Bajza József., (Szücsi József néven; az MTA jutalmával kitüntetett pályamű), Budapest, 1914
- Bajza, József (1927). „A montenegrói kérdés”. Budapesti Szemle 207 (601), 321-372. o.
- Jugoszlávia, Budapest, 1929
- Podmaniczky-Magyar Benigna a horvát költészetben, Budapest, 1935
- (posztumusz) Bajza József: A horvát kérdés. Válogatott tanulmányok. Sajtó alá rendezte és a bevezető tanulmányt írta: Tóth László egyetemi ny. r. tanár. Budapest, Egyetemi nyomda, 1941.